# Orange River (Gordon River)
Der Orange River ist ein Fluss im Südwesten des australischen Bundesstaates Tasmanien. 

## Geografie
Der fast 18 Kilometer lange Orange River entspringt an den Westhängen der Dohertys Range im Südteil des Franklin-Gordon-Wild-Rivers-Nationalparks. Er fließt an der Westseite des Gebirges nach Nord-Nordwesten und mündet nordwestlich des Gebirges in den Gordon River.